# Simeon Nalbandian
Simeon Nalbandian (* 15. Dezember 1883 in Simferopol; † 31. Dezember 1964 in Falkensee; alternative Schreibweise: Simeon Nalbandjan) war ein deutscher Maler armenischer Herkunft.

## Leben und Werk
Nalbandian stammte aus einer alteingesessenen armenischen Familie. Einen Teil seiner Schulzeit verbrachte er in Venedig, wo er am armenischen Gymnasium Moorad Raphael eine gründliche humanistische Bildung erhielt und fünf europäische Sprachen erlernte. Nach dem Abitur besuchte er bei Antonio Ermolao Paoletti und Gasparini die Freien Schulen der Akademie der Künste (scuola libera) in Rom. 1905 beteiligte er sich mit dem Bild Nächtliche Arbeiten am Tiber an einer Ausstellung, womit er die Anerkennung der Presse fand. Von dem Erlös leistete er sich eine Reise nach Paris, wo er vier Monate lange im Louvre Bilder studierte. Im Laufe seines Lebens würde er vierzehn Länder bereist haben. Diese Reisen waren – wie bei Maxim Gorki – seine Universitäten. Er lebte dann drei Jahre in Berlin. Dort sicherte er seinen Lebensunterhalt als Handwerker und betrieb er Farbstudien. Er lernte seine künftige Frau, eine Charlottenburgerin, kennen, die er aber wegen verschiedener Nationalitäten und Glaubensrichtungen erst später heiraten konnte. Er ging dann nach St. Petersburg, wo er 1912 heiratete. Sein Antrag, an der dortigen Akademie der Künste zu studieren, wurde abgelehnt, weil er Verbindungen zu Revolutionären unterhielt. Er durfte auch keine Bilder in der Eremitage kopieren, was allerdings wohl üblich war. Er leistete dann in seinem Heimatland seinen Militärdienst ab und ging danach mit seiner Frau wieder nach Russland. Als 1919 auf der Krim die Bolschewiki an die Macht kamen, trat er der Russischen Kommunistischen Partei bei und wurde er zum Sekretär des Revolutionskomitees der Siedlung Sergeiewka gewählt. 1921 zog er mit seiner Frau zurück nach Berlin. Wenig später zog es ihn wieder nach Italien und nach Paris. Dort trat er der Kommunistischen Partei bei. Er arbeitete aktiv in der armenischen Sektion der Partei und betreute in einem Pariser Vorort Kinder von Parteimitgliedern. Dabei malte er eine Serie von Kinderporträts. Er schuf auch politische Zeichnungen, die die Humanité veröffentlichte. Ab 1931 lebte Nalbandian mit seiner Frau dauerhaft in Deutschland, wo er als Senia Nalbandian in Berlin-Charlottenburg selbständig als Maler arbeitete. Daneben übte er zum Broterwerb verschiedene Tätigkeiten aus. Er lebte aber zumeist in materieller Not. Als seine Lebensüberzeugung formulierte er: „Der Mensch muss begrenzte Rechte und unbegrenzte Verpflichtungen haben.“
Nalbandian war befreundet mit Ernst Moritz Engert und verkehrte in einem Kreis antinazistisch gesinnter Künstler, zu dem u. a. auch Kurt Schwaen gehörte, mit dem er befreundet war. In der Zeit des Nationalsozialismus war er obligatorisch Mitglied der Reichskammer der bildenden Künste. Er war 1940/1941 auf der Großen Berliner Kunstausstellung mit einem Stillleben in Öl vertreten. 1943 sollte er zum Kriegseinsatz eingezogen werden. Das konnte er verhindern, indem er eine Anstellung als Dekorateur an der Charlottenburger Oper annahm.
1943 wurde bei einem Bombenangriff Nalbandians Frau getötet und das Wohnhaus in der Cauerstraße 8 und sein gesamtes künstlerisches Werk zerstört. Ab 1944 lebte Nalbandian in Falkensee, wo er in den Berlin-Seegefelder-Industriewerken (BSI) und in der Deutschen Maschinen AG (DEMAG) als Schlosser kriegsdienstverpflichtet war.
Nach Kriegsende arbeitete er als Dolmetscher bei der sowjetischen Militärkommandantur in Falkensee. Er wurde Mitglied der KPD, dann der SED. 1954 heiratete er Ursula Becker. 1955 erhielt er die Staatsbürgerschaft der DDR.
Ab 1950 betätigte Nalbandian sich als freischaffender Maler. Er war Mitglied des Verbands Bildender Künstler der DDR und 1953, 1958/1959 und 1962/1963 auf der Dritten bis Fünften Deutschen Kunstausstellungen in Dresden sowie 1974 auf der Bezirkskunstausstellung Potsdam vertreten. Nalbandian schuf insbesondere Bilder aus dem alltäglichen Leben und erhielt viele Aufträge für Porträts hochrangiger Persönlichkeiten der DDR, die künstlerisch zumeist nicht über den Rahmen herkömmlicher Repräsentativität hinausgehen.
Nalbandian litt unter einer Augenkrankheit, weswegen er ab 1954 sechsmal operiert wurde. Zuletzt konnte er seine Bilder nur noch mit Hilfe von Lupe und Fernglas fertigen.

## Werke (Auswahl)
- Bildnis Wilhelm Pieck (1954, Öl)
- Bildnis Kurt Schwaen (1962, Öl)

- Bildnis des Kammersängers Michael Bohnen (1951, Öl, 115 × 95 cm; auf der Dritten Deutschen Kunstausstellung)[4]
- Bildnis des Nationalpreisträgers Prof. A. Scheunert (Öl, 114 × 94 cm; auf der Dritten Deutschen Kunstausstellung)[4]
- Arbeiterinnen in einer Kunsthonigfabrik (1950, Öl)[4]
- Porträt des Kunsthistorikers Prof. Dr. W. Kurth (Öl, 130 × 115 cm; auf der Vierten Deutschen Kunstausstellung)[4]
- Blumenstillleben (1960, Öl, 44 × 39 cm; Museum und Galerie Falkensee, Falkensee)
- Letztes Selbstbildnis (1962, Öl, 78 × 61 cm; Potsdam Museum)
- Selbstbildnis (1963, Öl, 90 × 72 cm)[5]